# Oreophrynella macconnelli
Oreophrynella macconnelli är en groddjursart som beskrevs av George Albert Boulenger 1900. Oreophrynella macconnelli ingår i släktet Oreophrynella och familjen paddor. IUCN kategoriserar arten globalt som sårbar. Inga underarter finns listade i Catalogue of Life.